# Perissoza scripta
Perissoza scripta är en tvåvingeart som beskrevs av Günther Enderlein 1921. Perissoza scripta ingår i släktet Perissoza och familjen fläckflugor. Inga underarter finns listade i Catalogue of Life.